# Guidel
Guidel är en kommun i departementet Morbihan i regionen Bretagne i nordvästra Frankrike. Kommunen ligger i kantonen Pont-Scorff som tillhör arrondissementet Lorient. År 2022 hade Guidel 12 236 invånare.

## Befolkningsutveckling
Antalet invånare i kommunen Guidel
| Referens: INSEE |